# Odorrana chapaensis
Odorrana chapaensis (лат.) — вид земноводных из семейства настоящих лягушек. Эндемик Юго-Восточной Азии: Вьетнам (Sa Pa, Lao Cai) и Китай (провинция Юньнань: Хэкоу и Лучунь), Лаос. Длина самцов до 84 мм, самок 100 мм. Встречаются в мелких водоёмах, ручьях в горных тропических лесах на высотах от 800 до 1700 м. Вид O. chapaensis был впервые описан в 1937 году французским зоологом Рене Леоном Бурре (R. Bourret, 1884—1957) под первоначальным названием Rhacophorus buergeri chapaensis Bourret, 1937.